# Речь Муссолини 3 января 1925 года
Если фашизм был бы преступным сообществом, то я — его лидер!Бенито Муссолини
Речь Бенито Муссолини 3 января 1925 года, также называемая речью Муссолини об убийстве Маттеотти (итал. discorso di Mussolini sul delitto Matteotti) — речь, произнесённая премьер-министром Бенито Муссолини 3 января 1925 года в Палате депутатов Италии. Считается одним из переломных моментов в трансформации Королевства в фашистскую диктатуру.

## Исторический контекст

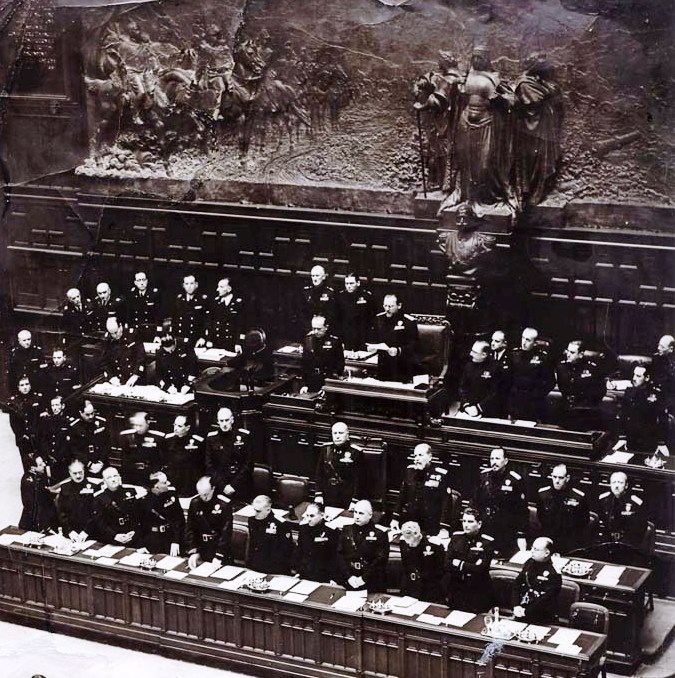
Муссолини и фашистские министры в Палате депутатов

Речь Джакомо Маттеотти 30 мая 1924 года в парламенте о фальсификациях на выборах вызвала большое беспокойство у правительства Муссолини. Последующее убийство парламентария было воспринято оппозицией, независимой прессой и общественным мнением как дело рук или, по крайней мере, косвенная вина лидеров фашизма. В декабре 1924 года, в условиях сильной напряженности внутри фашистской партии и правительства из-за неоднозначной реформы армии, Муссолини предложил новый закон о проведении выборов. Он восстанавливал одномандатные округа, тем самым ударив по оппозиции. В условиях нестабильности правительства и угрозы избирательной реформы, лидером социалистической оппозиции Чезаре Росси был опубликован манифест, в котором он обвинил фашистов в соучастии убийству Маттеотти. Муссолини попытался выйти из сложившегося тупика своей парламентской речью, назначенной на 3 января 1925 года. В ней он взял на себя «моральную», а не юридическую ответственность за убийство.
Речь имела серьёзные последствия: после неё был выпущен циркуляр Луиджи Федерцони префектам, постановляющий резко ограничить свободу печати и закрыть отделения оппозиционных партий по всей стране.

## Содержание
Начало выступления, его кульминация и завершение приведены ниже:
Господа! Речь, которую я собираюсь произнести перед вами, строго говоря, нельзя отнести к разряду парламентских. Некоторые из вас могут заметить, что она продолжает  ту, что я произнёс не так давно в этом же зале.
Я заявляю здесь, в присутствии парламента и всего итальянского народа, что я (только я!) беру на себя (политическую! моральную! историческую!) ответственность за всё, что произошло. Если всего лишь нескольких неверно воспринятых фраз достаточно, чтобы надеть петлю на шею человека и выбить у него из-под ног опору; если фашизм был не чем иным, как касторовым маслом и дубинкой, а не выражением стремлений и страсти лучшей итальянской молодежи, то вина лежит на мне!
Теперь осмелюсь пообещать, что проблема будет решена. Работоспособна ли наша идеология, правительство и партия? Если ту сотую часть энергии, вложенную в её создание, я вложил бы в её развитие... О, вы бы тогда увидели…

Но сейчас в этом уже нет нужды — правительство достаточно сильно, чтобы подавить крамолу на Авентине. Полностью и бесповоротно. Италия, господа, хочет мира, хочет спокойствия, хочет трудового спокойствия — мы дадим ей это. С любовью, если это возможно, или с силой, если это необходимо. Будьте уверены, что в течение 48 часов после моего выступления это станет вам предельно ясно.Бенито Муссолини
В этой речи Муссолини взял на себя «политическую, моральную и историческую ответственность» за то, что произошло в Италии в последние месяцы, и конкретно за убийство Маттеотти. Речь рассматривается историками как конституционный акт фашизма как авторитарного режима (согласно Ренцо де Феличе, одного из ведущих исследователей фашизма).

## Приём
Противников не было в зале, они разбрелись по коридорам. Эудженио Кьеза, Эмилио Луссу, Артуро Лабриола и Амендола хотели вернуться и устроить драку, но оставшийся Джолитти передал, чтобы они этого не делали. Так они бы только «показали настоящего короля здесь».Гвидо Феррандо, свидетель событий
Смелое красноречие Муссолини в сочетании с неспособностью оппозиции адекватно отреагировать обусловило успех его дерзкого политического манёвра, лежащего в основе речи. Авентинисты, как из боязни повторить судьбу Маттеотти, так и из-за сильной внутренней фракционности, запутались в собственных бесплодных показаниях. Как итог авентинской сецессии, после речи последовали формальные акты о конфискации парламентских мандатов у оппозиции. Это свидетельствовало о постепенной делегитимизации и аннулировании демократических функций парламента.
В 1938 году речь была поставлена в театре Адриано поэтом, писателем и драматургом, членом Королевской академии Италии Филиппо Томмазо Маринетти. Общие моменты речи показаны в фильме 1973 года Убийство Маттеотти Флорестано Ванчини, где роль Муссолини исполнил Марио Адорф.